# Личный рекорд
Личный рекорд (англ. Personal Best) — американский фильм 1982 года режиссёра Роберта Тауна.

## Сюжет
Крис Кахилл провально выступает на отборочных соревнованиях к Олимпийским играм 1980 года в Москве по многоборью. Вечером, когда все участники соревнований отдыхают в баре, ей становится плохо, и Тори Скиннер, компаньонка по отборочной команде, доставляет её к дому.
Они остаются вдвоём. В ходе длинного разговора Тори убеждает Крис, что несмотря на провал, ей не стоит сдаваться и нужно продолжить тренировки. Восхищаясь Крис, описывая её способности, Тори неожиданно проговаривается о своей симпатии к ней, и в итоге это вынуждает её признаться открыто о своих чувствах. Крис отвечает ей взаимностью.
Терри, тренер команды многоборцев, больше не хочет тренировать Крис после провала, но Тори убеждает его взять её назад. Начинаются активные тренировки, во время которых у Тори и Крис продолжаются любовные отношения. Напряжение возрастает, когда Крис отказывается открыто признавать свои отношения с Тори, а вскоре после этого по вине Тори Крис получает травму. Это приводит к разрыву между ними.
Во время восстановления после травмы Крис знакомится с участником команды по водному поло Дэнни, и у них начинается роман. Вернувшись в команду, Крис восстанавливает дружеские отношения с Тори. Во время очередного отборочного этапа девушки, поддерживая друг друга, завоёвывают призовые места на соревнованиях.

## В ролях
| Актёр            | Роль  |
| ---------------- | ----- |
| Мэриел Хемингуэй | Крис  |
| Скотт Гленн      | Терри |
| Патрис Доннели   | Тори  |
| Кенни Мор        | Дэнни |

## Значение фильма
«Личный рекорд» входит в число голливудских фильмов, затрагивающих тему гомосексуальности, выпущенных в 1982 году, когда было снято сразу несколько картин, пытающихся представить лесбиянок, геев и даже трансгендерных персонажей более реалистичными и прочувствованными способами, чем это делалось прежде (см. например фильмы: «Партнеры», «Виктор/Виктория», «Мир по Гарпу», «Тутси»).
Однако в обществе того времени всё ещё присутствовала большая доля дискомфорта вокруг темы гомосексуальности. Создатели старались дистанцировать фильмы от их нетрадиционного содержания. Фильмопроизводители и выпускающие студии, вовлечённые в производство картин того времени, затрагивающих тему сексуальных меньшинств, настаивали, что они делают фильмы не о гомосексуальности. Роберт Таун, режиссёр фильма, особо подчёркивал, что «Личный рекорд» — это не фильм о лесбиянстве.
«Личный рекорд», как и «Лиана», часто воспринимались ЛГБТ-зрителями как фильмы сделанные гетеросексуальными белыми мужчинами для гетеросексуальных белых мужчин. Сцены лесбийского секса выглядели как обычная лесбийская софткоровая порнография. Также фильм критиковался за то, что героиня Мэриел Хемингуэй Крис разрывает отношения с Тори, чтобы быть с мужчиной, — приём, который отсылает к старому мифу, будто лесбиянство это лишь период в развитии женщины на пути к гетеросексуальности.

## Комментарии
1. ↑  В действительности спортсменка, принимавшая участие в летних Олимпийских играх 1976 года от команды США в беге с барьерами.